# Einar Middelboe
Einar Middelboe (født 25. september 1883 i Arild, Sverige, død 31. december 1968) var en dansk klichéfabrikant og fodboldspiller. 

## Karriere som reprotekniker
Einar Middelboe var søn af maler, direktør Bernhard Middelboe og hustru Hilda, f. Horndahl. Han havde en søster og tre yngre brødre. Da Einar var 8 år i 1891, flyttede familien Middelboe fra Brunnby i Skåne til København, og den 26. februar 1910 blev han dansk statsborger.
Middelboe gik i Hjort og Otterstrøms Skole. Dernæst gik han på Det tekniske Selskabs Skole, kom i lære i faderens forretning, Bernh. Middelboes Reproduktionsanstalt, og overtog i 1931 dette firma. Han drev det som eneindehaver indtil 1941, hvor hans søn, Steen Middelboe og fire medarbejdere, Vilhelm Scherling, Harry Clausen, Leo Bursøe og Helmuth Jørgensen blev optaget som medindehavere. Men det var Einar og Steen Middelboe, som repræsenterede firmaet udadtil. Firmaet startede i Sankt Peders Stræde 34 men flyttede senere til Bredgade 34.
Faderen var Kemigraflaugets første oldermand – et embede sønnen også bestred fra 1938 (han blev indvalgt i bestyrelsen i 1933). Han var også medlem af bestyrelsen for Den grafiske Sammenslutning og var censor ved Kunsthåndværkerskolen.

## Sportsmand
Einar Middelboe blev, på trods af at han på det tidspunkt stadig var svensk statsborger, udtaget til det danske landshold, der vandt sølvmedalje ved OL 1908 i London. Han kom dog ikke på banen under mesterskabet, men det gjorde til gengæld hans to brødre, Nils og Kristian.
Middelboe spillede i KB fra 1898 og var på førsteholdet i perioden 1900-1914, hvor klubben blandt andet vandt to danske mesterskaber med Middelboe på holdet. Efter fodboldkarrieren blev Middelboe i 1914 medlem af KB's bestyrelse, og i 1931 blev han klubbens næstformand. Han blev tildelt klubbens æresemblem i guld.
Han var også en dygtig bandyspiller i KSF og en af de ledende kræfter, da ishockey blev indført i Danmark. I 1929 var han med på det københavnshold med flere tidligere landsholdspillere i fodbold såsom Vilhelm Wolfhagen, Poul Graae og Harry Bendixen, som spillede mod svenske Södertälje SK i den første internationale kamp for et dansk ishockeyhold.